# Triggerfinger
Triggerfinger é o nono episódio da segunda temporada da série de televisão de horror pós-apocalíptico The Walking Dead. Ele foi originalmente exibido na AMC, nos Estados Unidos. em 19 de fevereiro de 2012. No Brasil, estreou em 21 de fevereiro do mesmo ano, no canal Fox Brasil. O episódio foi escrito por David Leslie Johnson e dirigido por Billy Gierhart. No episódio, as ações de Rick Grimes (Andrew Lincoln) inicia um impasse entre seu grupo, os homens de Dave e Tony, e os zumbis próximos. Enquanto isso, Shane Walsh (Jon Bernthal) decide salvar Lori Grimes (Sarah Wayne Callies), que foi ferida em um acidente de carro.
1. ↑  «Triggerfinger». AMC. 20 de fevereiro de 2012